# Hakaurészeneb (Elephantiné)

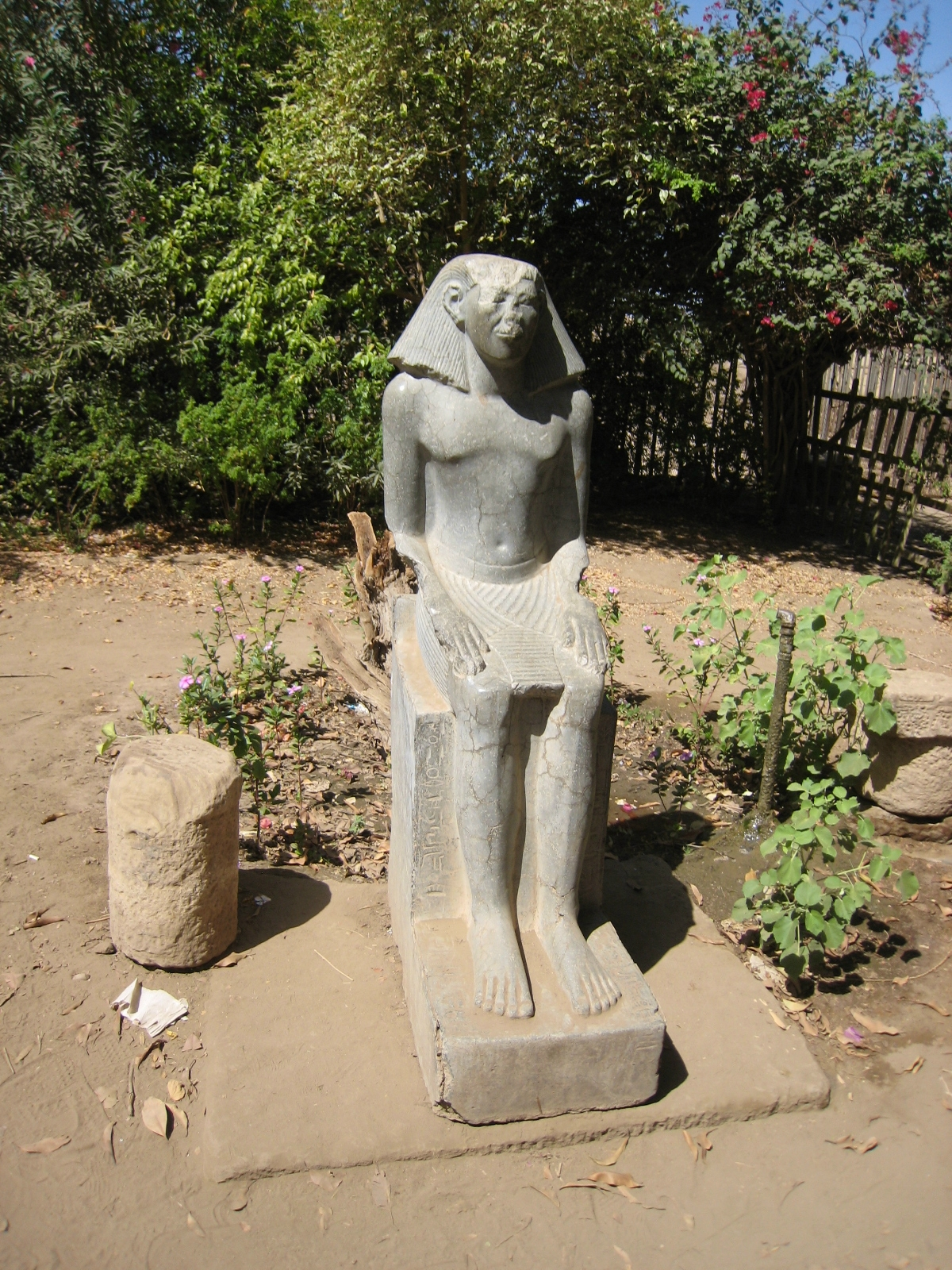
Hakaurészeneb szobra a Hekaib-szentélyből

Hakaurészeneb (ḫˁ-k3.w-rˁ-snb) ókori egyiptomi hivatalnok volt a XIII. dinasztia idején, Elephantiné polgármestere és a papok elöljárója.
Talán elődje, Ameniszeneb fia volt, de ez nem bizonyított. Anyja neve Szatethotep volt. Hakaurészeneb főleg onnan ismert, hogy szentélyt és két szobrot állíttatott a VI. dinasztia idején élt és később helyi szentként tisztelt Hekaib kultuszhelyén. Polgármesteri címe mellett királyi pecsétőr és Hnum papjainak elöljárója volt.
Ameniszenebnek és neki ugyanazon a dokumentumon maradtak fenn pecsétlenyomataik Elephantinéban, ami arra utal, egyidőben töltötték be hivatalukat; polgármesternél ilyenre korábban nem volt példa.

## Fordítás
- Ez a szócikk részben vagy egészben  a   Chakaureseneb című német Wikipédia-szócikk ezen változatának fordításán alapul.  Az eredeti cikk szerkesztőit annak laptörténete sorolja fel. Ez a jelzés csupán a megfogalmazás eredetét és a szerzői jogokat jelzi, nem szolgál a cikkben szereplő információk forrásmegjelöléseként.